# Herbert Ahmels
Herbert Ahmels (* 17. Mai 1897 in Zwickau; † unbekannt) war ein deutscher Hochschullehrer, der sich für Sprachpflege, Sprecherziehung und eine Verpflichtung zur Anwendung der „Hochsprache“ im Nationalsozialismus einsetzte.

## Leben
Nach dem Schulbesuch und dem Ablegen der Notreifeprüfung an der Oberrealschule in Chemnitz ging Ahmels zum Studium an die Universitäten Leipzig, Rostock und Heidelberg, wo er 1921 zum Dr. phil. promovierte. Das Thema seiner Dissertation lautete Studien über die Ideologie und die politischen Methoden des liberalen Imperialismus in England. Danach legte er die Prüfung für das Lehramt an höheren Schulen ab und trat nach einer Probezeit an der Oberrealschule Chemnitz als Lehrer in den Schuldienst ein und wurde zum Studienrat ernannt. 1931 nahm er an der Gründung des Deutschen Ausschusses für Sprechkunde und Sprecherziehung teil. Später wurde er an die Adolf-Hitler-Schule (Oberschule für Jungen) in Chemnitz versetzt. Bekannt wurde er in der Zeit des Nationalsozialismus in Deutschland durch sein Ende 1937 erschienenes Werk Verpflichtung zur Hochsprache, das vier Auflagen erreichte und nach dem Zweiten Weltkrieg in der Sowjetischen Besatzungszone und der späteren DDR und BRD verboten wurde. Es sollte ein Instrumentarium für die „Sprecherziehung für die Gliederungen der NSDAP im Gau Sachsen [sowie] für die sächsischen Schulen und Behörden“ sein. Aufgrund dieser Veröffentlichung erfolgte im Dezember 1938 seine Ernennung zum Dozenten an der Hochschule für Lehrerbildung in Leipzig. Nach Ansicht von Ahmels war der Gau Sachsen der Ausgangspunkt der deutschen Hochsprache.

## Werke (Auswahl)
- Studien über die Ideologie und die politischen Methoden des liberalen Imperialismus in England. In: Jahrbuch der Philosophischen Fakultät der Universität Heidelberg. 1921/22, Teil 1.
- Sinnerfassendes Sprechen und Lesen. In: Sprechen und Singen 19 (1930), Heft 7/8, S. 117–125.
- Die Pflege des mündlichen Ausdrucks im Deutschunterricht. In: Zeitschrift für deutsche Bildung 8 (1932).
- Verpflichtung zur Hochsprache. Heimatwerk Sachsen, Dresden 1938.
- Erziehung zur Hochlautung in der Muttersprache. In: Zeitschrift für deutsche Bildung 14 (1938), S. 471–482.
- Sprecherziehung im Dienste der politischen Arbeit. In: Das gesprochene Wort, 1939, Sept.-Heft, S. 139–145.
- Der Sinnton der Sprache. In: Das gesprochene Wort 3 (1939), S. 97–111.